# 제일엠앤에스
제일엠앤에스(Jeil Machine & Solution)는 대한민국의 배터리 믹싱 장비 전문기업이다. 매출의 90% 가량이 이차전지 분야에서 발생하고 있다

## 역사
1981년 제일공작소로 설립돼 제약, 식품용 탱크, 살균장치, 믹서, 비품 등으로 사업을 시작했으며 1986년 제일기공이란 법인으로 전환했다 경기도 이천에 본사가 있고 스웨덴과 헝가리, 미국, 캐나다에 현지법인을 거느리고 있다

## 투자
2020년 한국투자PE가 100억 원을, SKS PE가 50억 원을 투자했으며 2022년에 한국투자PE가 210억 원을 재투자하고 KB증권과 DB금융투자, YG인베스트먼트 등도 투자하였다.
2025년 회사의 주요 고객사인 노스볼트가 파산하면서 300억원에 달하는 미수금이 발생하여 190억원 규모의 전환사채 발행을 하였다.

## 상장
2024년 4월 30일 주관사를 KB증권으로 공모가 2만 2,000원에 상장하여 최고 4만 1200원까지 올랐으나 곧 하락하면서 공모가 대비 약 22.7% 오른 2만 7,000원에 장을 마쳤다.
2025년 회계법인으로부터 2024년 사업연도 재무제표에 대해 감사의견 거절 통보를 받으면서 상장한 지 채 1년 만에 상장폐지 대상에 올라 2025년 4월 4일부터 주식거래가 정지되었다.

## 같이 보기
- 2차전지
- 윤성에프앤씨
- 티에스아이
- LG에너지솔루션
- 삼성SDI
- 노스볼트

## 참고문헌
1. ↑  “오대석, 제일엠앤에스 "상장 통해 글로벌 공략"”. 《매일경제》. 2024년 4월 1일. 2025년 4월 5일에 확인함.
2. ↑  “강동원, 제일엠앤에스, 상장 채비…2차전지 ‘주목’”. 《딜사이트》. 2023년 7월 26일. 2025년 4월 5일에 확인함.
3. ↑  “고득관, “주가 빠지면 환불해 드려요”…가뭄의 단비처럼 찾아온 공모주”. 《매일경제》. 2024년 4월 7일. 2025년 4월 5일에 확인함.
4. ↑  “이수환, 배터리 믹싱장비 3사 코스닥서 경쟁…제일엠앤에스 상장 본격화”. 《더일렉》. 2023년 9월 7일. 2025년 4월 5일에 확인함.
5. ↑  “안영희, 상장 추진 제일엠앤에스, LG엔솔 배터리 장비 수주 ‘잭팟’”. 《더엘렉》. 2023년 9월 25일. 2025년 4월 5일에 확인함.
6. ↑  “김효진, IPO 40년 업력 ‘제일엠앤에스’ 상장 추진…2차전지 믹싱시스템 3강업체로 자리매김”. 《더스탁》. 2023년 9월 6일. 2025년 4월 5일에 확인함.
7. ↑  “박시은, 제일엠앤에스 4월 IPO에…한투PE 등 ‘방긋’”. 《시그널》. 2024년 2월 7일. 2025년 4월 5일에 확인함.
8. ↑  제일엠앤에스, 노스볼트 파산에 수백억 손실...190억 CB발행 ‘긴급 조치’ 2025-02-26
9. ↑  “김종용, 제일엠앤에스, 증권신고서 제출…코스닥 상장 본격화”. 《조선비즈》. 2024년 3월 19일. 2025년 4월 5일에 확인함.
10. ↑  “윤종호, 제일엠앤에스, 상장 첫날 ‘따블’ 실패… 아쉬운 성적표”. 《조세일보》. 2024년 4월 30일. 2025년 4월 5일에 확인함.
11. ↑  “제일엠앤에스, 증시입성 1년만에 상장폐지 ‘위기’”. 《뉴스톱》. 2025년 4월 4일. 2025년 4월 5일에 확인함.